# Reed Plantation
Reed Plantation ist eine Plantation im Aroostook County des Bundesstaates Maine in den Vereinigten Staaten. Im Jahr 2020 lebten dort 129 Einwohner in 103 Haushalten auf einer Fläche von 153,3 km².

## Geographie
Nach dem United States Census Bureau hat Reed Plantation eine Gesamtfläche von 153,3 km², von der 152,7 km² Land sind und 0,6 km² aus Gewässern bestehen.

### Geographische Lage
Reed liegt ganz im Süden des Aroostook County. Im Süden grenzt das Penobscot County an. Der Mattawamkeag River, ein Zufluss des Penobscot Rivers, fließt durch die südöstliche Ecke der Plantation in südlicher Richtung. Mehrere Zuflüsse münden südwärts in den Mattawamkeag River. Im Nordwesten liegt der 185 m hohe Beech Hill.

### Nachbargemeinden
Alle Entfernungen sind als Luftlinien zwischen den offiziellen Koordinaten der Orte aus der Volkszählung 2010 angegeben.
- Norden: Glenwood Plantation, 5,1 km
- Nordosten: Haynesville, 11,4 km
- Osten: Bancroft, 13,4 km
- Süden: Drew im Penobscot County, 4,0 km
- Südwesten: Macwahoc Plantation, 17,0 km
- Westen: Unorganized Territory von South Aroostook, 13,4 km

### Stadtgliederung
Es gibt mehrere Siedlungsgebiete in Reed: Maloy (ehemaliges Postamt), Reed und Wytopitlock.
Die Siedlung Wytopitlock ist aufgrund ihres interessanten Namens besser bekannt, als Reed selbst. Es gibt 28 verschiedene Schreibweisen für diesen Ortsnamen, er soll aus der Sprache der Abenaki kommen und Ort, an dem es Erlen gibt heißen.

### Klima
Die mittlere Durchschnittstemperatur in Reed Plantation liegt zwischen −11,7 °C (11° Fahrenheit) im Januar und 18,3 °C (65° Fahrenheit) im Juli. Damit ist der Ort gegenüber dem langjährigen Mittel der USA um etwa 10 Grad kühler. Die Schneefälle zwischen Oktober und Mai liegen mit über fünfeinhalb Metern knapp doppelt so hoch wie die mittlere Schneehöhe in den USA, die tägliche Sonnenscheindauer liegt am unteren Rand des Wertespektrums der USA.

## Geschichte
Eine erste Besiedlung des Gebietes erfolgte im Jahr 1830 durch John Clifford. Am 21. Februar 1878 wurde die Reed Plantation gegründet. Die ursprüngliche Bezeichnung für dieses Gebiet lautete Township No. 1, Third Range West of the Easterly Line of the State (T1 R3 WELS). Im Jahr 1886 führte eine Strecke der European and North American Railway durch das Gebiet der Plantation. Zu dieser Zeit befanden sich zwei Schulen in Reed. Im Jahr 1880 lebten 109 Menschen dort.

### Einwohnerentwicklung
| Volkszählungsergebnisse – Plantation of Reed, Maine | Volkszählungsergebnisse – Plantation of Reed, Maine | Volkszählungsergebnisse – Plantation of Reed, Maine | Volkszählungsergebnisse – Plantation of Reed, Maine | Volkszählungsergebnisse – Plantation of Reed, Maine | Volkszählungsergebnisse – Plantation of Reed, Maine | Volkszählungsergebnisse – Plantation of Reed, Maine | Volkszählungsergebnisse – Plantation of Reed, Maine | Volkszählungsergebnisse – Plantation of Reed, Maine | Volkszählungsergebnisse – Plantation of Reed, Maine | Volkszählungsergebnisse – Plantation of Reed, Maine |
| Jahr                                                | 1800                                                | 1810                                                | 1820                                                | 1830                                                | 1840                                                | 1850                                                | 1860                                                | 1870                                                | 1880                                                | 1890                                                |
| --------------------------------------------------- | --------------------------------------------------- | --------------------------------------------------- | --------------------------------------------------- | --------------------------------------------------- | --------------------------------------------------- | --------------------------------------------------- | --------------------------------------------------- | --------------------------------------------------- | --------------------------------------------------- | --------------------------------------------------- |
| Einwohner                                           |                                                     |                                                     |                                                     |                                                     |                                                     |                                                     | 72                                                  | 54                                                  | 109                                                 | 203                                                 |
| Jahr                                                | 1900                                                | 1910                                                | 1920                                                | 1930                                                | 1940                                                | 1950                                                | 1960                                                | 1970                                                | 1980                                                | 1990                                                |
| Einwohner                                           | 399                                                 | 537                                                 | 639                                                 | 495                                                 | 433                                                 | 351                                                 | 325                                                 | 273                                                 | 274                                                 | 296                                                 |
| Jahr                                                | 2000                                                | 2010                                                | 2020                                                | 2030                                                | 2040                                                | 2050                                                | 2060                                                | 2070                                                | 2080                                                | 2090                                                |
| Einwohner                                           | 207                                                 | 161                                                 | 129                                                 |                                                     |                                                     |                                                     |                                                     |                                                     |                                                     |                                                     |

## Wirtschaft und Infrastruktur

### Verkehr
Der U.S. Highway 2A verläuft durch die nordwestliche Ecke von Reed. Im Bereich der Siedlung Reed zweigt die Maine State Route 171 in Richtung Südosten ab und verbindet die Siedlung Reed mit der Siedlung Wytopitlock.

### Öffentliche Einrichtungen
Reed Plantation besitzt keine eigene Bücherei. Die nächstgelegene ist die Cary Library in Houlton.
Die nächstgelegenen Krankenhäuser für die Bewohner der Reed Plantation befinden sich in Holton und Danforth.

### Bildung
Das Reed Plantation School Department organisiert die Bildungsmöglichkeiten für die Schulkinder in Reed.